# Stuart Elliott
Stuart Elliott (ur. 23 lipca 1978 w Belfaście) – północnoirlandzki piłkarz grający na pozycji pomocnika. Występował mim. w Glentoran Belfast, Motherwell, Hull City. Obecnie gra w Doncaster Rovers. W reprezentacji Irlandii Północnej zadebiutował w 2000 roku, karierę reprezentacyjną zakończył sześć lat później.